# تپه پشت سد
تپه پشت سد مربوط به عصر مس است و در شهرستان رزن، بخش مرکزی، دهستان خرقان، روستای سورتجین واقع شده و این اثر در تاریخ ۲۷ بهمن ۱۳۸۷ با شمارهٔ ثبت ۲۴۶۲۷ به‌عنوان یکی از آثار ملی ایران به ثبت رسیده است.